# Giuseppe Petroni
Giuseppe Petroni (Bologna, 25 febbraio 1812 – Terni, 8 giugno 1888) è stato un patriota e politico italiano, nonché massone e socialista; ebbe rapporti con Giuseppe Garibaldi e Giuseppe Mazzini.

## Biografia
L'avvocato Giuseppe Petroni, soprannominato il "piccolo Proudhon" da un quotidiano inglese, aderì ben presto al movimento mazziniano.  Partecipò ai moti bolognesi del 1831 e nel 1848,"possidente negoziante", combatté durante la prima guerra di indipendenza in Lombardia con i volontari pontifici.
Nel 1849 ebbe una parte attiva nella difesa della Repubblica Romana, ove fu eletto come sostituto del Dipartimento di Statistica. Con la restaurazione dei papi, nell'agosto del 1853 fu carcerato e condannato a morte, pena poi tramutata in carcere a vita che scontò fino al 1870, anno della presa di Roma. Fondò con Giuseppe Mazzini e diresse il giornale La Roma del Popolo in cui espresse le sue idee anticlericali. Partecipò ai moti risorgimentali e trascorse lunghi anni a Terni, città in cui visse la figlia Erminia che andò sposa al patriota ternano Federico Fratini. Fu in corrispondenza anche con Giuseppe Garibaldi
Militò nel partito Repubblicano, ma rifiutò ogni incarico parlamentare. Fu iniziato nella Massoneria nel 1871 nella loggia "Universo" o, secondo Leti, "in anni precedenti il 1849 romano". Fu il primo Maestro venerabile della loggia "Universo", fondata a Firenze da Lodovico Frapolli il 17 luglio 1867 con l'impegno di trasferirsi a Roma appena la città fosse stata liberata, e quindi ricostituita a Roma il 23 ottobre 1873 da Giuseppe Mazzoni. Nel 1872 Petroni entrò nel consiglio dell'ordine e dal 1882 al 1885 fu Gran maestro del Grande Oriente d'Italia, lasciata la carica fu nominato Gran maestro emerito. Elevato al 33º grado del Rito scozzese antico ed accettato, fu eletto membro effettivo del supremo consiglio.